# 長崎県立波佐見高等学校
長崎県立波佐見高等学校（ながさきけんりつはさみこうとうがっこう, Nagasaki Prefectural Hasami High School）は、長崎県東彼杵郡波佐見町長野郷にある県立の高等学校。

## 概要
歴史
1950年（昭和25年）に「長崎県立川棚高等学校下波佐見分校」として開校。1977年（昭和52年）に独立し現校名となった。2016年（平成28年）に創立（独立））40周年を迎えた。
設置課程・学科
全日制課程 3学科
- 普通科
- 商業科
- 美術・工芸科

校訓
「自律・積極・究理」
校章
羽根を広げた鴻の絵の上に星の絵（☆）とはしご高の「高」の文字（俗字体）を置いている。
校歌
作詞は福田清人、作曲は広瀬量平による。歌詞は3番まであり、1番に校名の「波佐見高校」、3番に校章の「鴻」が登場する。
制服
ブレザー、ネクタイ
同窓会
波佐見高等学校同窓会「鴻陵会」

## 沿革
- 1950年（昭和25年）4月 - 下波佐見村立下波佐見中学校に「長崎県立川棚高等学校下波佐見分校」が設置される。
- 1956年（昭和31年）6月1日 - 上波佐見町と下波佐見村の合併で波佐見町が発足。
  - 併設の中学校が「波佐見町立南中学校」に改称、分校の名称も「長崎県立川棚高等学校波佐見分校」に改称（「下」が除かれる）。
- 1976年（昭和51年）4月1日 - 波佐見町立南中学校の閉校[1]により、南中学校の校地・校舎が移管される。
- 1977年（昭和52年）4月1日 - 分離・独立の上、「長崎県立波佐見高等学校」（現校名）となる。
- 1988年（昭和63年）11月4日 - 全国の都道府県立の高等学校としては初めて中華人民共和国への修学旅行を実施。[2]
- 1990年（平成2年）11月 - 第1回陶芸教育研究協議会を開催。
- 1992年（平成4年）4月 - 「陶心館」が完成。
- 1995年（平成7年）7月 - 普通科に陶芸デザインコースを設置。文部省より伝統文化教育推進校に指定される。
- 1996年（平成8年）8月 - 野球部が第78回全国高等学校野球選手権大会に初出場。吹奏楽部と陶芸デザインコース、全国総合文化祭北海道大会に出場。
- 1998年（平成10年）1月 - 陶芸デザインコース、第1回卒業制作展を実施。
- 2000年（平成12年）2月 - 波佐見焼開窯400周年記念「陶芸の庭」が完成。
- 2001年（平成13年）8月 - 野球部が第83回全国高等学校野球選手権大会出場。夏は2度目。
- 2006年（平成18年）10月 - 創立30周年記念式典を挙行。
- 2007年（平成19年）4月 - ネクタイを制定。
- 2011年（平成23年）1月- 野球部が第83回選抜高等学校野球大会に初出場。選抜は初めて。
- 2014年（平成26年）4月1日 - 普通科陶芸デザインコースを改編し、美術・工芸科を新設[3]。
- 2017年（平成29年）8月-野球部が第99回全国高等学校野球選手権大会に出場。夏は3度目。

## 学校行事
3学期制
1学期
- 4月 - 始業式、入学式、対面式、新入生合宿、歓迎遠足
- 5月 - 中間考査、生徒総会
- 6月 - 県高総体
- 7月 - 期末考査、ボランティア清掃活動、校内球技大会
- 8月 - 平和学習（9日 長崎原爆の日）、全校学習会

2学期
- 8月 - 始業式
- 9月 - 体育祭
- 10月 - 中間考査、文化祭、芸術鑑賞会
- 11月 - ロードレース大会、美術・工芸科卒業制作展、陶芸教育見学会
- 12月 - 期末考査、校内球技大会、終業式

3学期
- 1月 - 始業式、大学入試センター試験、高3学年末考査
- 2月 - 高2修学旅行、高1・2学年末考査、同窓会入会式
- 3月 - 卒業式、高校一般入試、校内球技大会、終業式（修了式）

## 部活動
運動部
- 野球部
- ソフトテニス部
- バレーボール部
- バスケットボール部
- 卓球部
- サッカー部
- 陸上部

文化部
- 吹奏楽部
- 陶芸部
- 美術部
- デザイン部
- 放送部
- 家庭クラブ
- 商業クラブ

活動成績
- 野球部
  - 1996年夏（第78回、ベスト8）
  - 2001年夏（第83回、初戦敗退）
  - 2011年春（第83回、2回戦敗退）
  - 2017年夏（第99回、初戦敗退）

## 著名な出身者
- 石橋尚登（元プロ野球選手）
- 中野達也（プロ野球トレーニングコーチ・埼玉西武ライオンズ）
- 大平成一（元プロ野球選手）
- 松田遼馬（元プロ野球選手）
- 隅田知一郎（プロ野球選手）